# Trimma naudei
Trimma naudei är en fiskart som beskrevs av Smith, 1957. Trimma naudei ingår i släktet Trimma och familjen smörbultsfiskar. Inga underarter finns listade i Catalogue of Life.